# Max Steel (film)
Pour les articles homonymes, voir Max Steel.
Pour plus de détails, voir Fiche technique et Distribution.
Max Steel est un film de super-héros britannico-américain réalisé par Stewart Hendler, sorti en 2016. Il s'agit de l'adaptation de la ligne des figurines articulées du même nom sous licence Mattel.
Le film a été critiqué comme étant le pire film de tous les temps et rencontre un flop au box-office.

## Synopsis
Lorsque l’adolescent Max McGrath découvre que son corps peut générer l’énergie la plus puissante de l’univers, il doit se lier au seul être capable de le contenir : un mystérieux extraterrestre techno-organique nommé Steel. Unis comme le super-héros Max Steel, les deux amis doivent combattre une menace extraterrestre et percer les secrets de leur passé.

## Fiche technique
Sauf indication contraire, les informations mentionnées dans cette section peuvent être confirmées par la base de données cinématographiques IMDb,  présente dans la section « Liens externes ».
- Titre original et français : Max Steel
- Réalisation : Stewart Hendler
- Scénario : Christopher Yost, d'après la ligne de jouets du même nom de Mattel
- Musique : Nathan Lanier
- Direction artistique : Richard Bloom et Yair Reszczynski
- Décors : William O. Hunter
- Costumes : Allison Leach
- Photographie : Brett Pawlak
- Montage : Michael Louis Hil
- Production : Bill O'Dowd et Julia Pistor
  - Production déléguée : Charlie Cohen, Steve Soffer, David Voss et Doug Wadleigh
- Sociétés de production : Dolphin Films, Ingenious Film Partners, Mattel Playground Productions, Open Road Films et Sparrowfall Films
- Sociétés de distribution : Open Road Films (États-Unis) ; Metropolitan Filmexport (France)
- Pays d'origine :  États-Unis /  Royaume-Uni
- Langue originale : anglais
- Format : couleur
- Genres : super-héros ; action, aventure, fantastique
- Durée : 92 minutes
- Dates de sortie :
  - Thaïlande : 13 octobre 2016 (avant-première mondiale)
  - États-Unis : 14 octobre 2016
  - Royaume-Uni : 25 octobre 2016
  - France : 12 décembre 2020 (DVD et VOD)

## Distribution
- Ben Winchell : Max McGrath
- Josh Brener : Steel (voix)
- Maria Bello : Molly McGrath
- Andy García : Dr Miles Edwards
- Ana Villafañe : Sofia Martinez
- Mike Doyle : Jim McGrath
- Phillip DeVona : Harkins
- Billy Slaughter (en) : Murphy
- Al Mitchell : Dr Smith
- Lawrence Kao : Dr Lee
- Brett Gentile : M. Quinn
- Jahnee Wallace : l'étudiant / Thirsty Kid
- Avis-Marie Barnes : Mme Bernardo
- Brandon Larracuente : le gosse attentif
- Clayton Frey : le punk
- Megan Hayes : la femme bloquée dans la voiture
- Elizabeth Ludlow : l'agent Kat Ryan
- Will Milvid : le nouveau venu
- Adam Poole : l'opérateur de la salle de contrôle
- Devin McGee : le scientifique

## Production
Le tournage a lieu à Wilmington dans le sud-est de la Caroline du Nord, entre le 29 avril 2014, et le 31 mai 2014.

## Accueil
Le film sort le 14 octobre 2016 aux États-Unis, et le 25 octobre 2016 au Royaume-Uni. En France, il sort le 12 décembre 2020, directement en vidéo à la demande et en DVD.
Sur Rotten Tomatoes, le film a un taux d'approbation de 0 % sur la base de 21 critiques, avec une note moyenne de 2,7/10. Le consensus des critiques du site déclare : "Dépourvu de caractérisation ou même de rock 'em sock 'em satisfaisant, Max Steel a l'impression de se débrouiller avec une figurine sans aucune imagination d'enfance."